# Oskar Kreuzer
Pour les articles homonymes, voir Kreuzer.
Oskar Kreuzer, né le 14 juin 1887 et décédé le 3 mai 1968, est un joueur de rugby à XV et de tennis allemand, ayant évolué au poste de demi d’ouverture au Frankfurter Fussball Club 1880, club avec lequel il fut champion d’Allemagne en 1910 et 1913.

## Biographie
Il est considéré dans son pays comme étant le meilleur joueur germanique avant la constitution de la première sélection allemande de rugby en 1927. 
Il fut également un excellent joueur de tennis, membre de l’équipe de Coupe Davis allemande avant et après-guerre, champion d’Allemagne en simple et en double à onze reprises, vainqueur des internationaux d’Allemagne en 1920 (en double en 1920, 1922 et 1925), de ceux de France en double en 1912  (finaliste en 1913), demi-finaliste à Wimbledon en 1913 en simple. Aux Jeux olympiques de Stockholm en 1912, il a décroché une médaille de bronze en simple et fini quatrième en double mixte (associé à Micken Rieck).
Il est l’auteur de l’ouvrage Das Buch von Tennis, éd. Teubner (Berlin) en 1926.